# Kashtanjeva
Kashtanjeva (albanska: Kashtanjeva, serbiska: Koštanjevo) är en by i Kosovo. Den ligger i kommunen Shtërpca. Enligt den senaste folkräkningen år 2011 fanns det 123 invånare.

## Demografi
| Demografi | 2011 |
| --------- | ---- |
| albaner   | 123  |